# Komandokorps

Bandera de los Kommandokorps.

Los Kommandokorps son un grupo de supervivencia afrikáner activo en Sudáfrica. El líder es el coronel Franz Jooste, quien sirvió en las Fuerzas de Defensa de Sudáfrica durante la era del apartheid.
El grupo organiza campamentos paramilitares, a los que asisten jóvenes de entre 13 y 19 años. A los adolescentes se les enseña defensa personal y cómo combatir a un enemigo negro. Siguiendo un plan de estudios al estilo de la infantería, se les enseña sobre las diferencias raciales, como la afirmación de que los negros tienen una corteza cerebral más pequeña que los blancos, y se les obliga a usar la bandera sudafricana actual como felpudo. El campamento está ubicado en el veld en las afueras de la ciudad de Carolina, a unos 230 km al este de Johannesburgo.
El grupo ha sido criticado por el grupo de presión afrikáner AfriForum. La Alianza Democrática pidió el cierre del grupo, y sus actividades son investigadas por la Comisión de Derechos Humanos. Un grupo de voluntarios del Kommandokorps asistió al funeral del exlíder del Movimiento de Resistencia Afrikáner, Eugene Terreblanche. En 2011, el grupo firmó un pacto de unidad con el Movimiento de Resistencia Afrikáner y Suidlanders, un gran grupo que aboga por los derechos de los blancos en la Sudáfrica posterior al apartheid y publica su creencia de que hay un genocidio en curso contra los blancos, en particular los agricultores en el país.
“Patria” es un documental de larga duración producido y dirigido por Tarryn Lee Crossman que explora las experiencias de los jóvenes en los campos del Kommandokorps.